# یواس‌اس سامیت (ای‌ام‌سی-۱۰۶)
یواس‌اس سامیت (ای‌ام‌سی-۱۰۶) (به انگلیسی: USS Summit (AMc-106)) یک کشتی بود که طول آن ۹۸ فوت ۵ اینچ (۳۰٫۰۰ متر) بود. این کشتی در سال ۱۹۴۱ ساخته شد.